# Анатолий (Гладкий)
Митрополит Анато́лий (укр. Анатолій), в миру Алексей Алексеевич Гладкий (укр. Олексій Олексійович Гладкий; род. 28 июля 1957, село Ладыги, Староконстантиновский район, Хмельницкая область, УССР) — архиерей Украинской православной церкви (Московского патриархата), с 30 марта 1999 года управляет Сарненской и Полесской епархией. Тезоименитство — 3 (16) июля.

## Биография
Родился 28 июля 1957 году в г. Староконстантинов Хмельницкой области.
В 1975 году окончил среднюю школу.
В 1975—1977 годах проходил военную службу.
В 1979 году поступил в Ленинградскую духовную семинарию, а в 1982 году — в Ленинградскую духовную академию.
14 февраля 1982 года рукоположён в сан диакона.
21 февраля 1982 года рукоположён в сан священника митрополитом Ленинградским и Новгородским Антонием.
Решением учебного комитета при Священном Синоде был направлен на служение в Киевскую епархию. Назначен настоятелем Свято-Марии-Магдалиновского храма села Белая церковь и благочинным Белоцерковского и Сквирского районов Киевской области.
С 1988 года — настоятель Свято-Михайловского храма города Обухова и одновременно благочинный Обуховского, Мироновского, Кагарлыкского, Богуславского районов Киевской области.
В 1992 году пострижен в монашество в Киево-Печерской Лавре и возведён в сан игумена.
С 1993 года — секретарь митрополита Киевского и всея Украины.

### Архиерейство
28 октября 1993 года в Киево-Печерской лавре хиротонисан во епископа Ровенского и Острожского.
С 27 июля 1995 года — епископ Глуховский и Конотопский.
C 19 мая 1998 года — епископ Конотопский и Глуховский.
30 марта 1999 года назначен на новообразованную Сарненскую и Полесскую кафедру.
28 июля 2004 года возведён в сан архиепископа.
Архиепископ Анатолий защитил диссертацию на тему «Жизнь и деятельность профессора В. М. Бенешевича в историко-богословском осмыслении» и является кандидатом богословия.
В 2007 году Ужгородская украинская богословская академия имени святых Кирилла и Мефодия присвоила архиепископу Анатолию учёную степень доктора философских наук и наградила Крестом доктора II степени.
23 ноября 2013 года возведён в сан митрополита.
13 ноября 2014 года в Ровно подписал меморандум «о создании Украинской поместной церкви», но позже отозвал свою подпись.
Президентом Украины Петром Порошенко награждён орденом Ярослава Мудрого (V степени) за «значительный личный вклад в строительство государства, социально-экономическое, научно-техническое, культурно-образовательное развитие Украины».

## Награды
- Орден «За заслуги» ІІІ степени (12 июля 2002)
- Орден св. равноап. кн. Владимира II и III степени
- Орден УПЦ «Рождество Христово — 2000» I степени (2001)
- Орден РПЦ преподобного Сергия Радонежского II степени
- Орден РПЦ преподобного Серафима Саровского II степени[4] (2012)
- Грамота «Гордість Полісся»
- Знак отличия Предстоятеля УПЦ[5] (25 апреля 2013)
- Орден князя Ярослава Мудрого V степени (1 декабря 2018)[6]